# Hålsjön (Mossebo socken, Västergötland, 636974-135658)
Hålsjön är en sjö i Tranemo kommun i Västergötland och ingår i Ätrans huvudavrinningsområde.